# Dolly Pond
Pond Life (también llamada Dolly Pond) es una serie de animación para adultos británica escrita y dirigida por Candy Guard que sigue las desventuras de su neurótica y auto-obsesionada protagonista, Dolly Pond.

## Historia
Trata de una británica obsesiva y neurótica llamada Dolly Pond. Dolly es una mujer de unos 30 años, de anteojos,  que se queja de todo y vive sola en su departamento que se encuentra arriba del local donde trabaja. Tiende a querer cosas solo por el hecho de no poder tenerlas o porque otras personas las tienen.

## Producción y emisión
La serie nació en 1992 con un episodio experimental titulado I Want a Boyfriend ... Or Do I?, coproducido por Channel 4 y S4C. Dos series se transmitieron en Channel 4 en 1996 y 2000. Una serie de 13 episodios de 11 minutos aproximadamente fue emitida del 3 al 18 de diciembre de 1996, principalmente a las 17:45, pero dos episodios explorando más temas para adultos fueron reservados para una doble proyección a las 23:25. Esta serie se repitió entre marzo y junio de 1998. Una segunda serie de 7 episodios de 30 minutos se emitió entre el 19 y el 30 de septiembre de 2000 para unirse a la Animation Week de Channel 4 del 23 al 29 de septiembre de 2000.
Pond Life fue encargada por Channel 4 en 1996. Los problemas de programación enturbiaron la recepción de la serie; originalmente fue pensada para ser transmitida a las 21:45, pero fue exhibida cuatro horas antes, lo que requirió ediciones para eliminar el lenguaje de adultos. A pesar de estos problemas, Pond Life ganó varios premios y recibió una nominación al Writer's Guild como "Mejor sitcom". En Latinoamérica, España y Portugal, el canal Locomotion emitió la serie en horario central con doblaje en español y portugués.
Aunque Pond Life es una serie animada tradicional dibujada a mano, la serie de comedia fue dirigida a audiencias adultas y específicamente dirigida a espectadores femeninos. Nominada como "Mejor serie animada" en el Festival de Annecy, Francia, y ganadora del Premio Indie en Los Ángeles, California.

## Personajes

### Personajes principales
- Dolly Pond: Dolly es una mujer egocéntrica, de unos 30 años que vive sola en el piso sobre la tienda donde trabaja. Dolly está convencida de que merece un trabajo mejor, amigos más emocionantes y un estilo de vida generalmente más glamuroso, pero sus intentos de obtener esto siempre caen de plano o terminan en un desastre. Dolly también tiene una tendencia a querer las cosas simplemente porque no puede tenerlas; por ejemplo, convenciéndose de que está embarazada después de enterarse de que su rival Gloria Leaf está tratando de tener un bebé, a pesar de no haber tenido relaciones sexuales en meses.

- Belle Stickleback: La mejor amiga de Dolly, a quien conoce desde la escuela. Parece ser más práctica y sensata que Dolly (aunque Dolly la describe como "relajada y tonta" con su madre). Tiene sobrepeso y es muy sensible al respecto (algo que Dolly suele ignorar) y está deseosa de encontrar un novio constantemente.

- Nobby: El exnovio de Dolly que vive en el piso de arriba. A pesar de que Dolly generalmente lo trata con desdén, pasa la mayor parte de su tiempo tratando de ganar su atención. Cuando en una ocasión Nobby finalmente se da por vencido y comienza una relación con la hermana de Belle, Kelly, Dolly decide que no puede vivir sin él y hace todo para obtenerlo de vuelta; sin embargo, una vez que tiene éxito, pronto se decepciona con la realidad de ella. A pesar de los frecuentes intentos de Dolly de poner distancia con Nobby, todavía pasan mucho tiempo juntos, probablemente debido a la falta de alternativas.

### Personajes secundarios
- Edna Allwright (Señora A.): Una mujer galés de 85 años de edad, propietaria de la tienda en la que Dolly trabaja, conocida por todos como la Señora A. Es una amiga de la familia Pond hace mucho tiempo, tiene un perro llamado Perky y, como se reveló en el episodio "Adicto", ha estado fumando desde que tenía ocho años. La señora A parece tener poca idea de cómo funciona un negocio. El apellido de la señora A simboliza su vida monótona, y lo que Dolly teme que llegue a ser la suya (algo que Gloria Leaf toma cuando le dice a Dolly: "Si no tienes cuidado, te convertirás en la señora Allwright").

- Len y Ivy Pond: Los padres de Dolly; tienden a tratarla como una niña, algo que la frustra, pero que no desaprovecha cuando le conviene. No entienden la frustración de Dolly con la vida y la animan para que se comprometa con Nobby.

- Alan y Alana: La hermana mayor de Dolly y su cuñado. Se casan felizmente con dos hijos, en contraste con la miserable Dolly, que a menudo tratan como un objeto de piedad.

- Tad y Poll: Los hijos de Alan y Alana, generalmente llamado como "mocosos" por Dolly.

- Gloria Leaf: Una vieja "amiga" de Dolly que parece tener todo lo que Dolly no tiene: un trabajo glamoroso como modelo, un novio estable y bien equilibrado, etc. Sin embargo, todavía vive en un callejón sin salida a pesar de sus más rico estilo de vida. Generalmente es amistosa con Dolly, pero suele hacer comparaciones entre las dos para molestarla.